# 金澤競馬場
金澤競馬場（日语：金沢競馬場）是位於石川縣金澤市的競馬場。此競馬場由隸屬地方競馬石川縣競馬事業局營運，可容納15,000名觀衆。

## 歷史
1931年，石川縣畜產聯合會於石川縣戶板村（今金澤市）建立競馬場，為石川縣乃至北陸地方競馬的開端。
1939年，日本因二戰爆發而設立《軍馬資源保護法》，限定各縣僅能保留一所競馬場。而金澤競馬場作為石川縣內投注額最高的競馬場，最終得以保留，並於此舉行軍用保護馬鍛鍊賽事。
1947年，競馬場於戰後再度舉辦賽事，並由石川縣馬匹組合管理。
1948年，由於《競馬法》的實施，石川縣內競馬由縣政府接管，並設置管理機構石川縣競馬事業局。
1956年，和其他市町村造成輪島市外六町村競馬組合，共同舉辦能登本島的賽事。
1970年，由於以上提到的競馬組合廢除，重新由石川縣及金澤市政府管理業務。
1973年，競馬場轉移至現在地。
2023年，競馬場內設置新照明系統，同時恆常化舉行黃昏賽事。然而於同年11月19日，場內發生突然熄燈事故，導致賽事不成立。

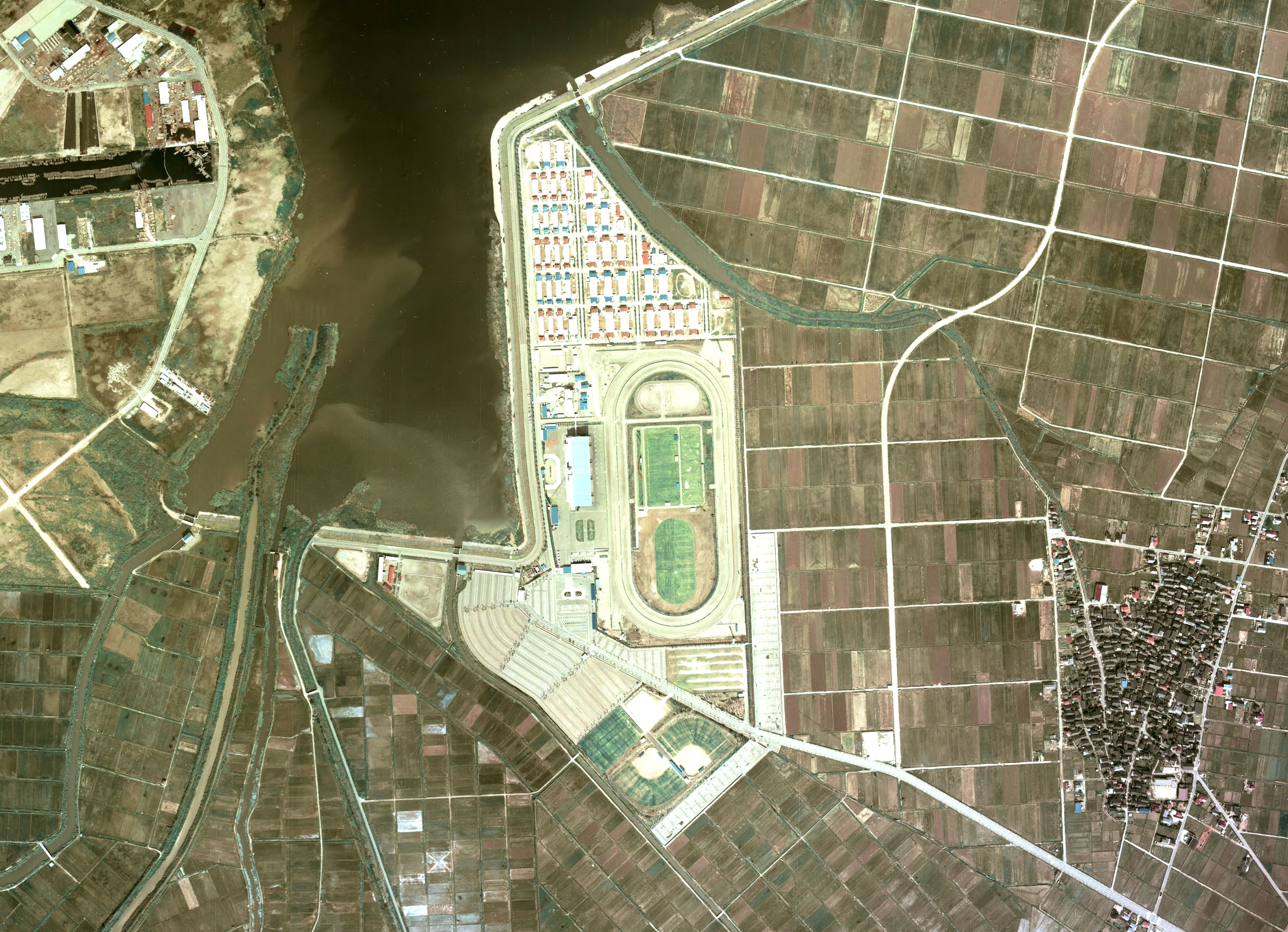
金澤競馬場鳥瞰圖，攝於1975年

## 跑道
泥地跑道全場1200.0米，闊度20米，直路236米。

### 賽事距離
泥地跑道：900米、1300米、1400米、1500米、1700米、1900米、2000米、2100米、2300米、2600米

### 賽道記錄

#### 泥地
| 距離   | 時間   | 馬匹            | 性齡 | 負重 | 騎師     | 練馬師   | 紀錄創造日 | 賽事級別 | 賽事名稱               |
| ------ | ------ | --------------- | ---- | ---- | -------- | -------- | ---------- | -------- | ---------------------- |
| 900米  | 0:53.6 | New Town Girl   | 雌4  | 55   | 岡部誠   | 角田輝也 | 29/6/2021  | 石川重賞 | 日本海短途錦標         |
| 1300米 | 1:21.9 | Meisho Hemming  | 雌5  | 54   | 畑中信司 | 金田一昌 | 19/6/2012  |          | 金澤城石川門特別       |
| 1400米 | 1:24.6 | 熱望            | 雄5  | 57   | 川田將雅 | 安田隆行 | 3/11/2021  | JpnI     | 日本育馬場盃短途賽     |
| 1500米 | 1:32.1 | Teorema         | 雌5  | 55   | 川田將雅 | 石坂公一 | 3/11/2021  | JpnI     | 日本育馬長盃雌馬經典賽 |
| 1700米 | 1:46.7 | Trevi Okan      | 雌5  | 56   | 寺田茂   | 久保道雄 | 15/6/1981  |          | 紀錄缺失               |
| 1900米 | 1:59.8 | Maruken Hope    | 雄4  | 55   | 大瀨戶豐 | 小國忍   | 3/7/1983   |          | 紀錄缺失               |
| 2000米 | 2:06.6 | Namura Daikichi | 雄4  | 56   | 畑中信司 | 藤木一男 | 4/9/2012   | 石川重賞 | 金鵰賞                 |
| 2100米 | 2:10.3 | Meisho Kazusa   | 雄4  | 56   | 川田將雅 | 安達昭夫 | 22/9/2021  | JpnIII   | 白山大賞典             |
| 2300米 | 2:26.9 | Jungle Smile    | 雄6  | 56   | 平瀨城久 | 金田一昌 | 17/6/2012  | 石川重賞 | 百萬石賞               |
| 2600米 | 2:50.0 | Turtle Bay      | 雄5  | 56   | 堀場裕充 | 加藤和宏 | 14/11/2010 | 石川重賞 | 北國王冠               |

## 交通
由IR石川鐵道森本站步行48分鐘。
在賽事舉行期間，亦會有免費接駁巴士來往競馬場和西日本旅客鐵道及IR石川鐵道金澤站。

## 主要賽事

### 日本一級賽

#### 由各競馬場輪流舉辦之賽事
日本育馬場盃經典賽（JBCクラシック），泥地2100米，3歲或以上，2013年、2021年舉辦。
日本育馬場盃雌馬經典賽（JBCレディスクラシックJBCスプリント），泥地1500米，3歲或以上雌馬，2013年、2021年舉辦。
日本育馬場盃短途賽（JBCスプリント），泥地1400米，3歲或以上，2013年、2021年舉辦。

### 日本三級賽
白山大賞典（白山大賞典），泥地2100米，3歲或以上。

### 石川重賞
金澤灰姑娘盃（金沢シンデレラカップ），泥地1500米，2歲地方所屬雌馬。
金澤青年冠軍賽（金沢ヤングチャンピオン），泥地1700米，2歲石川所屬馬。
石川電視盃（石川テレビ杯），泥地1400米，2歲石川所屬馬。
金澤未來之星錦標（ネクストスター金沢），泥地1400米，2歲石川所屬馬。
MRO金賞（MRO金賞），泥地1400米，3歲石川所屬馬。
石川打吡（石川ダービ），泥地2000米，3歲石川所屬馬。
加賀友禪賞（加賀友禅賞），泥地1400米，3歲石川所屬雌馬。
北日本新聞盃（北日本新聞杯），泥地1700米，3歲石川所屬馬。
純種馬大賞典（サラブレッド大賞典），泥地2000米，3歲石川所屬馬。
能登霧島賞（ノトキリシマ賞），泥地1500米，3歲石川所屬雌馬。
金鵰賞（イヌワシ賞），泥地2000米，3歲或以上地方所屬馬。
金澤短途盃（金沢スプリントカップ），泥地1400米，3歲或以上地方所屬馬。
中日盃（中日杯），泥地2000米，3歲或以上石川所屬馬。
日本海短途錦標（日本海スプリント），泥地900米，3歲或以上石川、東海所屬馬。
百萬石賞（百万石賞），泥地2100米，3歲或以上石川所屬馬。
北國王冠（北國王冠），泥地2600米，3歲或以上地方所屬馬。
徽軫賞（徽軫賞），泥地1400米，3歲或以上石川、東海所屬雌馬。
讀賣雌馬盃（読売レディス杯），泥地1500米，3歲或以上地方所屬雌馬。
金澤春季盃（金沢スプリングカップ），泥地1500米，4歲或以上石川所屬馬。
利加盃（利家盃），泥地2000米，4歲或以上石川所屬馬。
松之方賞（お松の方賞），泥地1500米，3歲或以上石川、東海所屬雌馬。

#### 由各競馬場輪流舉辦之賽事
中日本未來之星錦標（ネクストスター中日本），3歲石川、東海所屬馬，計劃舉辦但未知年份。
西日本打吡（西日本ダービー），泥地2000米，3歲石川、佐賀、高知、兵庫、東海所屬馬，2018年舉辦，計劃2024年舉辦。

## 相關事件

### 照明系統突然熄滅事件
2023年11月19日進行第八場賽事期間，馬匹行進至對面直路後照明系統突然熄滅導致競馬場內部全暗，造成3匹賽駒鞍上騎師落馬的事故，騎師葛山晃平及松戶政也需要即時送院治理，以其中一匹發生意外的賽駒則因傷勢過重無法救治而需要進行安樂死。就有關事故，石川縣競馬事業局認為本次賽事出現的情況經已影響賽事公平性，因而宣判賽事不成立且全數返還已進行投注的彩票。
而事發後事業局立即啟動調查機制，結果顯示事發原因為操作照明系統的人員誤將自動熄燈的時間設置為下午5時10分而非原本的下午7時10分。然而有關調查結果公佈後，不但馬迷對事業局的解釋感到不滿，甚至騎師、練馬師及馬主等業界人士亦認為事業局之處理過於輕率。
而就未能平息相關人士不滿的情況下，事業局於翌日即20日邀請馬房相關人士出席説明會，再次謝罪及承諾改革，如棄用自動熄燈系統及安排至少2名員工檢查過後才人手熄燈，並向農林水產省及北陸農政局遞交報告後，事件才算告一段落。

## 外部連結
- 维基共享资源上的相關多媒體資源：金澤競馬場
- 石川縣競馬事業局 （页面存档备份，存于）

36°38′11.2″N 136°40′29.1″E / 36.636444°N 136.674750°E